# Yvonne Godard
Pour les articles homonymes, voir Godard.
Yvonne Alberte Jeanne Marie Godard est une nageuse française née le 3 mars 1908 à Douai et décédée le 22 septembre 1975 à Montpellier.
Championne de France à plusieurs reprises, elle a aussi fortement abaissé le record de France du 100 mètres nage libre entre 1929 et 1931. Elle a détenu les records de France des 50, 100, 200, 400, 800, 1 000 et 1 500 mètres nage libre ainsi que les records d’Europe des 800 et 1 500 mètres nage libre.
Après deux médailles aux championnats d'Europe de 1931, elle prend sa retraite sportive et passe son brevet de pilote d’avion.

## Biographie

### Famille et enfance
Née à Douai où son père lui apprend à nager en 1914, elle est évacuée de la ville après le déclenchement de la Première Guerre mondiale. Elle est alors blessée par un éclat d'obus et est séparée de sa mère qu'elle retrouve par hasard dans une église. À la fin de la guerre, elle ne sait ni lire ni écrire.
Elle a une sœur aînée, d'un ou deux ans et un frère plus jeune, prénommé Max. Son père décède en 1929.

### Natation
En 1925, elle est repérée par le Club des Nageurs de Paris alors qu'elle nage dans le créneau réservé aux femmes ; ses cheveux très courts font que le maître-nageur la prend pour un jeune homme. Elle commence l'entraînement avec le club qui lui fait prendre part à des compétitions. En 1929, Georges Hermant devient son entraîneur et il la fait nager tous les jours. Elle part ensuite pour le Stade français, avec Eugène Berlioux puis Georges Pouilley.
En juillet 1927, elle se classe 3e à la Traversée de Paris à la nage ; le mois suivant, elle participe à ses premiers championnats de France.
En juillet 1929, elle devient championne de France du 100 mètres nage libre en 1 min 18 s 20 ; le mois suivant, le 15 août, elle s'empare du record de France du 100 mètres nage libre en 1 min 17 s 80 ; record qu'elle améliore régulièrement jusqu'en août 1931.
Elle a été quatre fois championne de France de natation en bassin de 50 mètres sur 100 mètres nage libre (1929, 1930, 1931 et 1932) et trois fois championne de France sur 400 mètres nage libre (1930, 1931 et 1932).
Le 2 mars 1930, elle bat le record de France du 200 mètres nage libre en 2 min 50 s 20 ; elle l'améliore le 21 juillet en 2 min 45 s ; le 29 juin, elle bat le record de France du 400 mètres nage libre en 6 min 5 s 60 ; elle l'améliore le 10 décembre en 5 min 54 s 60 ; elle termine l'année avec un record de France du 800 mètres nage libre en 12 min 43 s 60. L'année suivante, elle bat le record de France du 50 mètres nage libre en 31 s 60, le 3 mars ; elle améliore à nouveau le record de France du 400 mètres nage libre en 5 min 49 s 60 le 11 juillet. Elle réalise trois records d'Europe : le 800 mètres nage libre en 12 min 18 s 80 ; le 1 000 mètres nage libre en 15 min 18 s 60 (les deux le 23 juillet) et le 1500 mètres nage libre en 23 min 32 s le 30 juillet.
Aux championnats d'Europe de 1931 à Paris, elle remporte une médaille d'or sur 100 mètres nage libre (1 min 10 s, nouveau record de France) et une médaille de bronze sur 400 mètres nage libre (5 min 55 s 40) ; elle termine au pied du podium avec le relais 4 × 100 mètres nage libre.
À la fin de l'année 1931, elle est victime d'un très grave accident de voiture qui l'atteint à l'estomac, l'empêchant de bien digérer.
Elle est membre de l'équipe de France aux Jeux olympiques d'été de 1932 à Los Angeles. Au 100 mètres nage libre, elle termine deuxième de sa série en 1 min 12 s 20 et se qualifie pour les demi-finales. Avec un temps de 1 min 14 s 10, elle termine 5e et ne se qualifie pas pour la finale. Sur le 400 mètres nage libre, elle entre en demi-finale au titre de la meilleure troisième des séries (5 min 57 s 80). Avec un moins bon temps (6 min 0 s 10) elle réussit cependant à se hisser en finale. Elle termine cinquième et avant dernière en 5 min 54 s 40,. 
En novembre 1932, elle est victime de son 7e accident de la route à Barcelone, avec les nageuses Rose Nougaret et Suzanne Delbort. Si Rose Nougaret s'en sort sans trop de problème, Yvonne Godard a des côtes fracturées et elle perd 2 litres de sang. Elle ne peut sortir de l'hôpital qu'à la fin du mois de décembre.
En avril 1933, elle annonce mettre fin à sa carrière de nageuse.

### Après la natation
En 1933, elle commence à prendre des cours de pilotage : elle obtient son brevet de pilote en 1935. Elle pilote pendant la Seconde Guerre mondiale.
Elle est aussi infirmière.

## Postérité
Une piscine, inaugurée en décembre 2019, porte son nom dans le 20e arrondissement de Paris.
Une rue de Saint-Lô porte également son nom.
Une piscine porte désormais son nom à Toulouse depuis avril 2025